# تيري موليغان
تيري موليغان (بالإنجليزية: Terry Mulligan)‏ (1944، هارلم في الولايات المتحدة)؛ روائية أمريكية.